# بلنی پرچمی چانه‌قهوه‌ای
بلنی پرچمی چانه‌قهوه‌ای (نام علمی: Acanthemblemaria crockeri) نام یک گونه از تیره بلنی‌های پرچمی است. این گونه در صخره‌های مرجانی در خلیج کالیفرنیا، در شرق و مرکز اقیانوس آرام یافت می‌شود. بیشترین اندازه ثبت شده برای این گونه ۶ سانتی‌متر می‌باشد. تغذیه این گونه اغلب از انواع زئوپلانکتون‌ها صورت می‌گیرد.